# Lista localităților din Cehia cu nume german
- Lista localităților în limba cehă și germană din Cehia

## A
| - Adamov – Adamsthal | - Aš – Asch |

- Albrechtice v Jizerských horách  – Albrechtsdorf
- Albrechtice nad Orlicí - Albrechtsdorf an der Adler

## B
| - Bakov nad Jizerou – Bakow an der Iser, Backofen an der Iser - Bartovice – Bartelsdorf - Bantice – Panditz - Batelov – Battelau - Bečov nad Teplou – Petschau - Bečváry – Betschwar - Běchovice – Biechowitz - Bechyně – Beching - Bělá pod Bezdězem – Weisswasser - Benátky nad Jizerou – Benatek - Benešov u Prahy – Beneschau - Benešov nad Ploučnicí - Bensen - Beroun – Beraun - Bílá (okres Frýdek-Místek) – Bila - Bílina – Bilin - Bílovec – Wagstadt - Blansko – Blanz - Blatná – Blattnau - Blovice – Blowitz - Bohdaneč – Bohdanetsch - Bohumín – Oderberg - Bohuslavice (okres Opava) – Buslawitz - Bojkovice – Boikowitz - Boletice nad Labem – Politz - Bor – Haid - Borohrádek – Borohradek, Heidburg | - Borovany – Forbes - Boskovice – Boskowitz - Bošice – Boschitz - Brandýs nad Labem-Stará Boleslav – Brandeis-Altbunzlau - Brandýs nad Orlicí – Brandeis - Bratčice – Bratschitz - Broumov – Braunau - Brno – Brünn - Brtníky – Zeidler - Brumov-Bylnice – Brumow-Bilnitz - Bruntál – Freudenthal - Brušperk – Braunsberg - Břeclav – Lundenburg - Březnice – Bresnitz - Březové Hory – Birkenberg - Břidličná – Friedland an der Mohra - Bučovice – Butschowitz - Budišov nad Budišovkou – Bautsch - Buštěhrad – Buckov - Bystřice (okres Chomutov) - Wistritz - Bystřice nad Pernštejnem – Bystritz - Bystřice pod Hostýnem – Bistritz - Bzenec – Bisenz |

## C
- Cerhenice – Zerhenitz
- Cínovec – Zinnwald
- Cvikov – Zwickau

## Č
| - Čáslav – Caslau, Tschaslau - Čelákovice – Tschelakowitz - Černá v Pošumaví - Schwarzbach - Černošice – Tschernoschitz - Červené Dřevo – Rothenbaum - Červený Kostelec – Rothkosteletz - Česká Kamenice – Böhmisch Kamnitz - Česká Lípa – Böhmisch Leipa - Česká Skalice – Skalicz, Skalitz | - Česká Třebová – Böhmisch Trübau - České Budějovice – Budweis - Český Brod – Böhmisch Brod - Český Dub – Böhmisch Aicha - Český Krumlov – Krumau - Český Těšín – Teschen - Čistá u Horek - Tschiest - Čížkovice – Tschischkowitz |

## D
| - Dačice – Datschitz - Dašice – Daschitz - Děčín-Podmokly – Tetschen-Bodenbach - Děhylov – Dielhau - Děrné – Tyrn - Desná – Dessendorf - Dětmarovice – Dittmannsdorf - Dlouhá Třebová – Langentriebe - Dobrá (okres Frýdek-Místek) – Dobrau - Dobrovice – Dobrowitz - Dobruška – Gutenfeld - Dobřany – Wiesengrund - Dobříkov – Dobschikau - Dobříš – Dobrisch - Doksy – Hirschberg in Böhmen | - Dolní Křečany – Nieder Ehrenberg - Dolní Benešov – Beneschau - Dolní Libchavy – Nieder Lichwe - Dolní Počernice – Unter Potschernitz - Dolní Podluží – Nieder Grund - Dolní Poustevna – Nieder Einsiedel - Dolní Životice – Schönstein - Domažlice – Taus - Doubice – Daubitz - Dubí – Eichwald - Dubňany – Dubnian - Duchcov – Dux - Dvůr Králové nad Labem – Königinhof an der Elbe - Dymokury – Dimokur |

## F
| - Františkovy Lázně – Franzensbad - Frenštát pod Radhoštěm – Frankstadt - Frýdek-Místek – Friedeck-Friedberg - Frýdlant – Friedland | - Frýdlant nad Ostravicí – Friedland an der Ostrawitz - Frymburk – Friedberg - Fryšták – Freistadtl - Fulnek – Fulneck |

## G
- Golčův Jeníkov – Goltsch-Jenikau
- Grabštejn – Grafenstein

## H
| - Habartov – Habersberg - Hanušovice – Hannsdorf - Harrachov – Harrachsdorf - Hartmanice – Hartmanitz - Havířov – Hawirzow - Havlíčkova Borová - Borau - Havlíčkův Brod – Deutsch Brod - Hazlov – Haslau - Hejnice – Hainitz - Heřmanův Městec – Hermannstadt - Hloubětín – Tiefenbach - Hluboká nad Vltavou – Frauenberg - Hlučín – Hultschin - Hluk – Hulken - Hněvošice – Schreibersdorf - Hodkovice nad Mohelkou – Liebenau - Hodonín – Göding - Holany – Hohlen - Holasovice – Kreuzendorf - Holešov – Holleschau - Holice – Holitz - Horažďovice – Horažďowitz, Horaschdiowitz - Horní Blatná – Bergstadt Platten - Horní Podluží - Obergrund | - Horní Planá – Ober Plan - Horní Slavkov – Schlaggenwald - Horní Cerekev – Ober Zerekwe-Lobeskirche - Hořice – Goritz - Hořice na Šumavě – Höritz - Hořovice – Horowitz - Horšovský Týn – Bischofteinitz - Hostinné – Arnau - Hoštka – Gastdorf - Hostouň – Hostaun - Hradec Králové – Königgrätz - Hradec nad Moravicí – Grätz - Hrádek nad Nisou – Grottau an der Neiße - Hrachovec – Erbsenried - Hranice v Čechách – Rossbach - Hranice na Moravě – Mährisch Weißkirchen - Hřensko – Herrnskretschen - Hronov – Hronow - Hroznětín – Lichtenstadt - Hrušov (Ostrava) – Hruschau - Hulín – Hullein - Humpolec – Humpoletz, Gumpolds - Hustopeče – Auspitz - Hýskov – Neuhütten |

## Ch
| - Cheb – Eger (také německé jméno řeky Ohře) - Chlumec nad Cidlinou – Chlumetz an der Zidlina - Choceň – Chotzen - Chodov – Chodau - Chomutov – Komotau - Chomýž – Komeise - Chotěboř – Chotieborsch, Chotjebor | - Chotutice – Chotutitz - Chrastava – Kratzau - Chropyně – Chropin - Chřibská – Kreibitz - Chuchelná – Kuchelna - Chvaletice – Chwaletitz - Chvalšiny – Kalsching |

## I
| - Ivančice – Eibenschitz | - Ivanovice na Hané – Eiwanowitz |

## J
| - Jablonec nad Jizerou – Jablonetz - Jablonec nad Nisou – Gablonz an der Neiße - Jablonné v Podještědí – Deutsch Gabel - Jablonné nad Orlicí – Gabel - Jablunkov – Jablunkau - Jáchymov – St. Joachimsthal - Jakartovice – Eckersdorf - Janovice nad Úhlavou – Janowitz - Janské Lázně – Johannisbad - Jaroměř – Jermer - Jaroměřice nad Rokytnou – Jaromeritz - Javorník – Jauernig - Jemnice – Jamnitz | - Jeseník – Freiwaldau - Jeseník nad Odrou – Deutsch-Jassnik - Jevíčko – Gewitsch - Ježník — Mösnig - Jičín – Gitschin - Jihlava – Iglau - Jihlava-Horní Kosov – Obergoß - Jihlava-Hruškové Dvory – Birnbaumhof - Jihlava (řeka) – Iglawa - Jihlávka (řeka) – Igel - Jilemnice – Starkenbach - Jilešovice – Jileschowitz - Jílové – Eulau - Jílové u Prahy – Eule bei Prag - Jindřichov (okres Bruntál) – Hennersdorf - Jindřichův Hradec – Neuhaus - Jiřetín pod Jedlovou – Sankt Georgenthal - Jiříkov – Georgswalde - Jirkov – Görkau |

## K
| - Kadaň – Kaaden - Kamenice nad Lipou – Kamenitz - Kamenický Šenov – Steinschönau - Kaňk – Gang - Kaplice – Kaplitz - Karlín – Karolinenthal - Karlovy Vary – Karlsbad - Karviná – Karwin - Kašperské Hory – Bergreichenstein - Katovice – Katowitz - Kdyně – Neugedein - Kladno – Kladno - Kladruby – Kladrau - Klánovice – Klanowitz - Klášterec nad Ohří – Klösterle an der Eger - Klatovy – Klattau - Klimkovice – Königsberg - Klobouky – Klobauk - Klučov (okres Kolín) – Klutschow - Knížecí Pláně – Fürstenhut - Kobeřice – Koberwitz - Kojetín – Kojetein - Kojice – Kojitz - Kohoutov – de:Koken - Kolín – Kolin, Köln an der Elbe - Konice – Konitz - Kopřivnice – Nesselsdorf - Korýcany – Koritschen | - Kostelec na Hané – Kosteletz - Kostelec nad Černými lesy – Schwarzkosteletz - Kostelec nad Labem – Elbekosteletz - Kostelec nad Orlicí – Adlerkosteletz - Kostelec u Jihlavy – Wolframs - Kostěnice – Kostenitz - Kostomlaty pod Milešovkou – Kostenblatt - Koukolná – Kakolna - Kouřim – Kaurim, Gurim - Kozmice – Kosmitz, Kosmütz - Krajková – Gossengrün - Králíky – Grulich - Kralupy nad Vltavou – Kralup - Králův Dvůr – Königshof - Kraslice – Graslitz - Krásná Lípa – Schönlinde - Krásné Loučky – Kohlbach - Kravaře – Deutsch Krawarn - Krnov – Jägerndorf - Kroměříž – Kremsier - Krupka – Graupen - Křenov (okres Svitavy) - Krönau - Kunčice (Ostrava) – Groß Kunzendorf - Kuřim – Gurein - Kuřívody – Hühnerwasser - Kutná Hora – Kuttenberg - Kvilda – Aussergefilde - Kyje – Keeg - Kyjov u Krásné Lípy – Khaa - Kyjov – Gaya - Kynšperk nad Ohří – Königsberg |

## L
| - Lanškroun – Landskron - Lázně Bělohrad – Bad Belohrad - Lázně Bohdaneč - Lázně Kynžvart – Bad Königswart - Ledce – Laatz - Ledeč nad Sázavou – Ledetsch - Lednice (okres Břeclav) – Eisgrub - Letohrad – Geiersberg - Letovice – Lettowitz - Libčice nad Vltavou – Libschitz - Libeň – Lieben - Liberec – Reichenberg - Líbeznice – Rotkirchen - Libštát – Liebstadtl - Lipník nad Bečvou – Leipnik - Lipová – Hainspach - Lišov – Lischau | - Litice nad Orlicí - Littitz - Litoměřice – Leitmeritz - Litomyšl – Leitomischl - Litovel – Littau - Litvínov – Oberleutensdorf - Lobendava – Lobendau - Loket – Elbogen - Lomnice nad Popelkou – Lomnitz an der Popelka - Loštice – Loschitz - Louny – Laun - Lovosice – Lobositz - Luby – Schönbach bei Eger - Lučany nad Nisou - Wiesenthal an der Neisse - Luhačovice – Luhatschowitz - Lukavice (okres Šumperk) – Lukawetz - Lysá nad Labem – Lissa an der Elbe |

## M
| - Majetín – Majetein - Malé Hoštice – Klein Hoschütz - Mariánské Lázně – Marienbad - Mariánské Radčice – Maria Ratschitz - Mastířovice u Štětí – Mastirowiz - Mělník – Melnik - Městec Králové – Königstädtel - Město Albrechtice – Olbersdorf - Meziboří – Schönbach - Mezirolí – Sittmesgrün - Mikulov – Nikolsburg - Mikulov (okres Teplice) – Niklasberg - Mikulášovice – Nixdorf - Milevsko – Mühlhausen - Milčice (okres Nymburk) – Miltschitz - Mimoň – Niemes - Miroslav – Miroslau, Mißlitz - Mirošov – Miroschau | - Mladá Boleslav – Jungbunzlau - Mladá Vožice – Jungwoschitz - Mladecko – Mladetzko - Mnichovo Hradiště – Münchengrätz - Mníšek pod Brdy – Mnischek - Modrava/Šumava – Mader - Mohelnice – Müglitz - Moravany – Morawan - Moravská Třebová – Mährisch Trübau - Moravské Budějovice – Mährisch Budwitz - Moravský Beroun – Mährisch Bärn - Moravský Krumlov – Mährisch Kromau - Most – Brüx - Mušov – Muschau - Mýto – Mauth |

## N
| - Náchod – Nachod - Nakléřov – Nollendorf - Náměšť nad Oslavou – Namiest an der Oslawa - Napajedla – Napajedl - Nejdek – Neudek - Němčice nad Hanou – Niemtschitz - Nepomuk – Nepomuk - Neratovice – Neratowitz - Neštěmice/UL – Nestomitz - Netolice – Nettolitz - Neznabohy u UL – Niesenbahn - Nová Bystřice – Neubistritz - Nová Paka – Neupaka | - Nová Role – Neurohlau - Nová Včelnice - Neuötting - Nové Hrady – Gratzen - Nové Město na Moravě – Neustadtl - Nové Město nad Metují – Neustadt an der Mettau - Nové Sedlo u Lokte – Neusattl bei Elbogen - Nový Bor – Haida - Nový Bydžov – Neu Bidschow - Nový Jičín – Neutitschein - Nymburk – Nimburg - Nýřany – Nürschan - Nýrsko – Neuern |

## O
| - Odry – Odrau - Oldřišov – Odersch - Olomouc – Olmütz - Oloví – Bleistadt - Opálka – Opalka - Opatovice nad Labem – Opatowitz - Opava – Troppau - Opočínek – Opotschinek | - Opočno – Opotschno - Orlová – Orlau - Oslavany – Oslawan - Ostrava – Mährisch Ostrau, Schlesisch Ostrau - Ostravice (okres Frýdek-Místek) – Ostrawitz - Ostrov nad Ohří – Schlackenwerth - Otice – Ottendorf - Otrokovice – Otrokowitz |

## P
| - Pacov – Patzau - Pardubice – Pardubitz - Pec pod Sněžkou – Petzer - Pečky – Petschek - Pelhřimov – Pilgram,Wolframszell - Pernink – Bärringen - Petrovice u Karviné – Petrowitz - Petrovice u Ústí nad Labem - Peterswald - Petřkovice (Ostrava) – Petershofen - Petřvald – Peterwald - Písek – Pisek - Planá – Plan - Plaňany – Planitz - Plánice – Planian - Plasy – Plaß - Plesná – Fleißen - Plzeň – Pilsen - Poběžovice – Ronsberg - Počátky – Potschatek - Podbořany – Podersam - Poděbrady – Podiebrad - Pohořelice – Pohrlitz - Police nad Metují – Politz an der Mettau | - Polička – Politschka - Polná – Polnau - Polom (okres Přerov) – Pohl - Poříčany – Porschitschan - Postoloprty – Postelberg - Prachatice – Prachatitz - Práče – Pratsch - Prášily/Šumava – Stubenbach - Prosiměřice – Prossmeritz - Praha – Prag - Prunéřov - Brunnersdorf - Přebuz – Frühbuß - Předměřice nad Labem – Predmieritz - Přelouč – Pschelautsch - Přerov – Prerau - Přerov nad Labem – Prerow an der Elbe, Alt Prerau - Přeštice – Pschestitz - Příbor – Freiberg - Příbram – Pibrans, Freiberg in Böhmen, dříve též Pribram - Přibyslav – Pribislau - Přimda – Pfraumberg - Prostějov – Proßnitz - Prostředkovice – Mitteldorf - Protivín – Protiwin - Pustověty (okres Rakovník) – Pustowiet |

## R
| - Radnice – Radnitz - Rájec-Jestřebí – Raitz - Rančířov u JI – Rannzern - Rantířov – Fußdorf - Rakovník – Rakonitz - Rokycany – Rokitzan - Rokytnice nad Jizerou – Rochlitz an der Iser - Rokytnice v Orlických horách – Rokitnitz - Rosice – Rossitz - Rostoklaty – Rostoklat - Rotava – Rothau - Roudnice nad Labem – Raudnitz - Rousínov – Raussnitz - Rovensko pod Troskami – Rowensko | - Rožmitál – Rosenthal - Rožnov pod Radhoštěm – Rosenau - Roztoky – Rostock - Rtyně v Podkrkonoší – Hertin - Rudolfov – Rudolfsthal - Rudoltice – Rudelsdorf - Rumburk – Rumburg - Rychnov nad Kněžnou – Reichenau an der Knieschna - Rychnov u Jablonce nad Nisou – Reichenau bei Gablonz - Rychvald – Reichwaldau - Rýmařov – Römerstadt |

## Ř
| - Řevnice – Rewnitz | - Říčany – Ritschan |

## S
| - Sedlčany – Seltschan - Semily – Semil - Sezemice – Sesemitz - Sezimovo Ústí – Alt-Tabor - Skalná – Wildstein - Skrochovice – Skrochowitz - Skuteč – Skutsch - Slaný – Schlan, Salzberg - Slatiňany – Slatinany - Slavičín – Slawitschin - Slavkov u Brna – Austerlitz - Slavonice – Zlabings - Sloup v Čechách - Bürgstein - Služovice – Schlausewitz - Smiřice – Smirschitz, Smiritz - Smržovka – Morchenstern - Soběslav – Sobieslau - Sobotka – Sobotka - Sobotovice – Sobotowitz - Sokolov/Falknov – Falkenau - Srní – Rehberg - Sruby – Srub - Stará Role – Altrohlau - Staré Hamry – Alt Hammer - Staré Splavy – Thammühl - Stonařov – Stannern - Střekov – Schreckenstein | - Stod – Markt Staab - Stožec – Tusset - Strakonice – Strakonitz - Stráž – Neustadtel - Stráž nad Nisou – Habendorf - Strážnice – Straßnitz - Strážov – Drosau - Stříbro – Mies - Střítež nad Bečvou – Strietesch - Studenec – Studenetz - Studénka – Stauding - Sudice (okres Opava) – Zauditz - Suchdol nad Odrou – Zauchtl - Sušice – Schüttenhofen - Svatava – Zwodau - Svatoňovice – Schwandorf - Světlá nad Sázavou – Swietla - Svinov (Ostrava) – Schönbrunn - Svitavy – Zwittau - Svítkov – Switkau - Svoboda nad Úpou – Freiheit - Svojšín – Schweißing |

## Š
| - Šenov – Schönau, Schönhof - Šluknov – Schluckenau - Špindlerův Mlýn – Spindlermühle - Štáblovice – Stablowitz - Šternberk – Sternberg - Štěpánov - Stefanau - Štěpánkovice - Schepankowitz | - Štětí - Wegstädtl - Šťáhlavy – Stiahlau - Štítina – Stettin - Štoky – Stecken - Šumperk – Mährisch Schönberg - Štramberk – Stramberg - Švermov – Nidaus + Motitschin - Švihov – Schwihau |

## T
| - Tábor – Tabor - Tachov – Tachau - Tanvald – Tannwald - Telč – Teltsch - Teplá – Stadt Tepl - Teplice – Teplitz - Teplice nad Metují – Weckelsdorf - Tišnov – Tischnowitz - Toušice – Tauschitz - Touškov – Tuschkau - Toužim – Theusing - Tovačov – Tobitschau - Trhové Sviny – Schweinitz - Trnávka (okres Pardubice) – Tirnawka | - Třebíč – Trebitsch - Třeboň – Wittingau - Třebovice – Triebnitz - Třemešná – Röwersdorf - Třemošná – Tremoschnau - Třešť – Triesch - Třinec – Trzynietz, Olsahütte - Trutnov – Trautenau - Tuklaty – Tuklat - Turnov – Turnau - Týn nad Vltavou – Moldautein - Týnec nad Labem – Elbeteinitz - Týnec nad Sázavou – Teinitz - Týniště nad Orlicí – Tinischt |

## U
| - Uherské Hradiště – Ungarisch Hradisch - Uherský Brod – Ungarisch Brod | - Uherský Ostroh – Ungarisch Ostrog - Uničov – Mährisch Neustadt |

## Ú
| - Úpice – Eipel - Ústí nad Labem – Aussig an der Elbe | - Ústí nad Orlicí – Wildenschwert - Úterý – Neumarkt - Úvalno – Lobenstein - Úvaly – Auwal |

## V
| - Valašské Klobouky – Wllachisch Klobauck - Valašské Meziříčí – Wallachisch Meseritsch - Vamberk – Wamberg - Varnsdorf – Warnsdorf - Varvažov/UL – Arbesau - Vávrovice – Wawrowitz - Vejprty – Weipert - Velká Bíteš – Groß Bittesch, Heinrichs - Velké Hamry – Großhammer - Velké Hoštice – Groß Hoschütz - Velké Meziříčí – Groß Meseritsch - Velké Opatovice – Groß Opattowitz - Velké Pavlovice – Groß Pawlowitz - Velký Šenov – Groß-Schönau in Böhmen - Veselí nad Lužnicí – Wessely - Veselí nad Moravou – Wessely an der March - Vilémov – Wölmsdorf - Vimperk – Winterberg - Višňová – Wischnowa - Vítkov – Wigstadtl - Vítkovice (Ostrava) – Witkowitz - Vítonice – Wainitz | - Vizovice – Wisowitz - Vlašim – Wlaschim - Vodňany – Wodnian - Volary – Wallern - Volyně – Wollin - Votice – Wotitz - Vracov – Wratzow - Vranín – Wranin - Vratimov – Rattimau - Vrbčany – Wirbschan - Vrbno pod Pradědem – Würbenthal - Vrchlabí – Hohenelbe - Vřesová – Doglasgrün - Všeruby (Šumava) – Neumarkt - Všeruby (u Plzně) – Wescherau - Vsetín – Wesetin, Settein - Vyškov – Wischau - Vysoká Lípa – Hohenleipa - Vysoké Mýto – Hohenmauth - Vysoké nad Jizerou – Hochstadt an der Iser - Vyšší Brod – Hohenfurth |

## Z
| - Záboří nad Labem – Saborsch - Zábřeh – Hohenstadt - Zálesní Lhota – Huttendorf - Zákupy – Reichstadt - Zalešany – Saleschan - Zámrsk – Samrsk - Zásmuky – Sasmuk - Zašová – Saschau - Zbiroh – Sbirow | - Zbýšov – Sebeschau - Zdice – Zeditz - Zlaté Hory – Zuckmantel - Zlín – Zlin - Zliv – Zliv - Znojmo – Znaim - Zruč – Srutsch - Zubří – Zubern |

## Ž
| - Žandov – Sandau - Žabonosy – Schabonos - Žacléř – Schatzlar - Žamberk – Senftenberg - Žatec – Saaz - Ždánice – Steinitz - Židenice – Schimitz - Žďár nad Sázavou – Stadt Saar | - Želeč - Seltsch - Železná Ruda – Markt Eisenstein - Železný Brod – Eisenbrod, Eisenfurt - Žežice (okr. Ústí n.L.) – Seesitz - Židlochovice – Groß Seelowitz, nověji Seelowitz - Žirovnice – Serownitz - Žlutice – Luditz |